# جبرائيل جبور
جبرائيل جبور (1900- 1989 أو 1991) هو كاتب ومحقق وباحث سوري، أبرز أعماله كتاب البدو والبادية: صور من حياة البدو في بادية الشام.

## السيرة الذاتية
ولد جبرائيل في ناحية القريتين في سوريا في 26 يناير 1900، حيث درس الإبتدائية فيها، انتقل في الثانوية إلى مدينة حمص السورية ليكمل الثانوية فيها لكنّها أغلقت بسبب الحرب العالمية الأولى.
دخل عام 1919 مدرسة سوق الغرب في لبنان وتخرج منها عام 1921 بالشهادة الثانوية ومنها دخل إلى الجامعة الأميركية في بيروت.

## الأعمال
له العديد من الأعمال بين تأليف وترجمة:
تأليف
- ابن عبد ربه وعقده، صدر عن المطبعة الكاثوليكية في بيروت سنة 1933م
- عمر بن أبي ربيعة : دراسة تحليلية في ثلاثة أجزاء تبحث في عصره وحياته وشعره. صدرت عن المطبعة الكاثوليكية في بيروت سنة 1935م
- في الأدب الاندلسي، صدر عن الجامعة الأمريكية في بيروت سنة 1949م
- كيف أفهم النقد: نقد وردّ، صدر عن دار الأفاق الجديدة في بيروت سنة 1938م
- البدو والبادية: صور من حياة البدو في بادية الشام.

ترجمة
- تاريخ العرب: مطول، من إعداد فيليب حتي، صدر عن دار الكشاف ببيروت في ثلاثة أجزاء أولها سنة 1949م.[3]

مراجعة وتحرير
- تاريخ سوريا ولبنان وفلسطين، من إعداد فيليب حتي، صدرت طبعته الإنكليزية سنة 1951م، صدر بالعربية في طبعات عديدة في جزأين: الأول من ترجمة جورج حداد وعبد الكريم رافق، والثاني من ترجمة كمال اليازجي.

## معرض الصور

غلاف الترجمة العربية لكتاب تاريخ سورية ولبنان وفلسطين، راجعه جبور وحرره

## وصلات خارجية
- جبرائيل جبور على موقع أرشيف الشارخ.
- د. جبرائيل جبور المؤرّخ والمعلّم.. سحرية الذاكرة والإبداع مقالة في جريدة اللواء كتبها فاروق الجمال سنة 2019.